# Beira (Portugal)
Beira ['bɐj.ɾɐ] ist eine Region (und frühere Provinz) Portugals. 
Bis 1976 trugen die drei südlichen Provinzen der Nordhälfte des Landes den Namen Beira:
- Beira Alta
- Beira Baixa
- Beira Litoral.

Die wichtigsten Städte in der Beira-Region sind: 
- Coimbra – 143.000 Einwohner
- Aveiro – 78.460 Einwohner
- Leiria – 15.000 Einwohner
- Castelo Branco – 35.200 Einwohner
- Guarda – 42.460 Einwohner
- Figueira da Foz – 62.120 Einwohner
- Viseu – 99.600 Einwohner
- Covilhã – 51.770 Einwohner

Die Region, manchmal auch Beiras genannt, ist eine zentrale Region Portugals.
Der Prinz von Beira war ein früherer Titel in Portugal, der während der Monarchie gebräuchlich war und dem zweitältesten Thronnachfolger verliehen wurde.